# Matrak
Matrak – narodowy, turecki sport walki.

## Historia
Gra została wymyślona w XVI wieku przez osmańskiego uczonego, historyka i działacza państwowego Nasuha Matrakçıego, który właśnie dzięki niej zyskał swój przydomek Matrakçı lub Matraki. Jak sądzą uczeni, gra jest syntezą dawnych, wschodnich sztuk walki. W matrak na przestrzeni wieków grali nie tylko szeregowi żołnierze, ale i sułtanowie. Evliya Çelebi w swojej książce Seyahatname pisał o tym, że sułtan Murad IV władał 70 technikami gry w matraka. W XIX wieku gra straciła swoją popularność z powodu innowacji w zasadach. W okresie przekształcania osmańskich nauk wojennych zakazano użycia mieczy i stosowania dawnych metod walki. Do gry powrócono w XXI wieku i oficjalnie zarejestrowano ją jako sportową sztukę walki w 2010 roku.

## W kulturze
Pojedynki w matraka zostały pokazane w tureckim serialu Wspaniałe stulecie (Muhteşem Yüzyıl)